# 田辺寿夫
田辺 寿夫（たなべ ひさお、1943年 - ）は、ビルマ研究者、ジャーナリスト。
埼玉県生まれ。1966年大阪外国語大学ビルマ語学科卒。NHKに入り、国際放送局でビルマ語ラジオ番組の制作を担当。2003年退職、フリージャーナリストとなる。根本敬とともに「ミャンマー」ではなくビルマの呼称を原則として用いる。

## 著書
- 『ビルマ民主化運動1988 ドキュメント』梨の木舎1989
- 『ビルマ 「発展」のなかの人びと』岩波新書 1996
- 『負けるな!在日ビルマ(ミャンマー)人』梨の木舎 2008

### 共編著
- 『教科書に書かれなかった戦争 part 2　アジアからみた「大東亜共栄圏」』内海愛子共編著　梨の木舎 1983
- 『教科書に書かれなかった戦争 part 9　語られなかったアジアの戦後 日本の敗戦-アジアの独立-賠償』内海愛子共編著　梨の木舎 1991
- 『ビルマ軍事政権とアウンサンスーチー』根本敬共著 角川oneテーマ21 2003
- 『アウンサンスーチー 変化するビルマの現状と課題』根本敬共著 角川oneテーマ21  2012

### 翻訳
- リンヨン・ティッルウィン『死の鉄路 泰緬鉄道ビルマ人労務者の記録』毎日新聞社 1981
- キン・スゥエ・ウー『わが祖国』井村文化事業社 ビルマ叢書 文学編 1982
- マウンターヤ『それを言うとマウンターヤの言いすぎだ ラングーン商売往来』新宿書房 1983 双書・アジアの村から町から
- ボ・ミンガウン『アウンサン将軍と三十人の志士 ビルマ独立義勇軍と日本』訳編　中公新書 1990
- チェーモン・ウー・タウン『ビルマでいま、何が起きているのか?』在日ビルマ人協会編 梨の木舎 1991 シリーズ・アジアを見るジャーナリストの目

## 参考
- ISBN 978-4-04-110261-9